# Ulcerozni kolitis
Ulcerozni kolitis je vrsta kronične vnetne črevesne bolezni neznane etiologije, ki se začne v danki in se kontinuirano širi navzgor v debelo črevo ter se kaže s ponavljajočimi se vnetji in ulceracijami danke in debelega črevesa.. Primarni simptom aktivnega zagona bolezni sta bolečina v trebuhu in krvava driska. Pojavijo se lahko tudi izguba telesne teže, vročina in slabokrvnost. Pogosto se začnejo simptomi pojavljati zlagoma in so lahko različno izraženi, od blage do zelo hude oblike. Običajno se med obdobji zagonov pojavljajo obdobja brez simptomov. Med zaplete ulceroznega kolitisa spadajo megakolon (nenormalno razširjeno debelo črevo), vnetja v različnih delih telesa (oči, sklepi, jetra) in rak debelega črevesa.
Pravi vzrok bolezni ni pojasnjen, različne teorije pa omenjajo povezavo z motnjami imunskega sistema, genetiko, spremembami v črevesni flori ter okolijskimi dejavniki. Kaže, da je pojavnost večja v razvitem svetu, zato nekateri strokovnjaki menijo, da bi lahko bil vzrok manjša izpostavljenost povzročiteljem prebavnih okužb, zahodnjaška prehrana ali sodoben življenjski slog. Odstranitev slepiča v otroštvu naj bi delovala zaščitno. Diagnoza temelji na pregledu s kolonoskopijo in odvzemom vzorca tkiva. Poleg ulceroznega kolitisa spadata med kronične črevesne bolezni še crohnova bolezen in mikroskopski kolitis.
Ustrezna dieta lahko pomaga ublažiti simptome. Za zdravljenje simptomov in ohranjanje remisije se uporabljajo tudi različna zdravila, kot so aminosalicilati (npr. sulfasalazin), kortikosteroidi, zaviralci imunske odzivnosti (npr. azatioprin) in biološka zdravila. Pri zelo hudi obliki bolezni, ki se ne odziva na zdravljenje, ali če se pojavijo hudi zapleti, kot je na primer rak debelega črevesa, je lahko potrebna kirurška odstranitev debelega črevesa (kolektomija). Proktokolektomija oziroma kirurška odstranitev danke in debelega črevesa lahko privede v popolno ozdravitev od bolezni.
Prvi opis bolezni sega v 50. leta 19. stoletja. Letno prizadene na novo 1 do 20 ljudi na 100.000 prebivalcev, skupno pa prizadene 5 do 500 ljudi na 100.000 prebivalcev. Razširjenost bolezni je večja v Severni Ameriki in Evropi v primerjavi z drugimi deli sveta. Pogosto se prvič pojavi pri posameznikih, starih 15 do 30 let, ali tistih, starejših od 60 let. Pogostnbost bolezni se med spoloma ne razlikuje. Pogosteje se pojavlja v obdobju po 50. letih 20. stoletja. V ZDA se ulcerativni kolitis in crohnova bolezen skupno pojavljata pri 500.000 do 2 milijonih ljudi. Ob ustreznem zdravljenju je tveganje za smrt izenačeno s splošno populacijo.

## Znaki in simptomi
Bolniki z ulceroznim kolitisom imajo najpogosteje krvave driske, lažne pozive na blato ter boleče napenjanje (tenezme). Pogosto se pojavlja tudi utrujenost zaradi vnetja in slabokrvnosti. Klinična slika je odvisna od lokalizacije vnetja, njenega obsega in intenzivnosti. Ulcerozni kolitis praviloma prizadene le debelo črevo. Vedno je prizadet končni del debelega črevesa, danka, vnetje se lahko razširi na preostale predele debelega črevesa. Mogoči so akutni življenje ogrožajoči zapleti, kot so toksična razširitev debelega črevesa, predrtje črevesne stene ali obsežna izguba krvi.
Ulcerozni kolitis lahko spremljajo druge vnetne bolezni in njihove posledice (artritis, iritis, sklerozantni holangitis, ciroza jeter, nodozni eritem), slabokrvnost, hipoproteinemija, amiloidoza idr.
Primerjava znakov in simptomov pri crohnovi bolezni in ulcerativnem kolitisu:
| Simptom/znak      | Crohnova bolezen                              | Ulcerativni kolitis                   |
| ----------------- | --------------------------------------------- | ------------------------------------- |
| Blato             | pogosto kašasto, lahko je prisotna steatoreja | pogosto sluzasto in s primešano krvjo |
| Boleče napenjanje | manj pogosto                                  | bolj pogosto                          |
| Vročina           | pogosto                                       | kaže na hudo obliko bolezni           |
| Fistule           | pogosto                                       | redko                                 |
| Hujšanje          | pogosto                                       | redko                                 |

## Zdravljenje
Ker vzroka ne poznamo, zdravimo ulcerozni kolitis in druge kronične vnetne bolezni črevesa simptomatsko. Zdravila so pomembna za zdravljenje akutnih zagonov bolezni, pri čemer se želi doseči umiritev simptomov oziroma remisija, ter za vzdrževanje remisije. Za simptomatsko zdravljenje se uporabljajo aminosalicilati (5-aminosalicilna kislina), kortikosteroidi, imunosupresivi in biološka zdravila.
Po postavitvi diagnoze se vselej prične zdravljenje s konvencionalnimi zdravili, med katere spadajo aminosalicilati, glukokortikosteroidi in imunosupresivne učinkovine, vendar konvencionalni pristopi pogosto niso učinkoviti. Uporaba bioloških zdravil, katerih učinkovine delujejo precej bolj selektivno in zavirajo citokine in druge kemične posrednike, udeležene v nastanku in vzdrževanju kroničnega vnetja, ali spodbujajo obnovo prizadetih tkiv, je alternativen pristop.